# Só Naquela Base
Só Naquela Base  é um filme brasileiro de 1960, dirigido por  Ronaldo Lupo, como roteiro de Ronaldo Lupo, Senna Saint-Clair e diálogos de Chico Anysio.

## Elenco[2]
| Ator/Atriz          | Personagem |
| ------------------- | ---------- |
| Dercy Gonçalves     | Ernestina  |
| Ronaldo Lupo        | Floriano   |
| Liana Duval         | Patrícia   |
| Fregolente          | Xavier     |
| Wellington Botelho  | Gonçalves  |
| Adélia Iório        | —          |
| Rosângela Maldonado | —          |
| Grijó Sobrinho      | —          |
| José Mafra          | —          |
| Yolanda Moura       | —          |